# Senegal-Furchenschnabel
Der Senegal-Furchenschnabel (Pogonornis dubius, Synonym: Lybius dubius), auch Furchenschnabel-Bartvogel genannt, ist eine Art aus der Familie der Afrikanischen Bartvögel (Lybiidae). Die Art kommt in Afrika nördlich des Äquators vor. Auf Grund dieses nördlichen Verbreitungsgebietes gehört der Senegal-Furchenschnabel gemeinsam mit dem Purpurmasken-Bartvogel zu den schon im 18. Jahrhundert wissenschaftlich beschriebenen Bartvögeln.
Für den Senegal-Furchenschnabel werden keine Unterarten unterschieden. Die IUCN stuft den Senegal-Furchenschnabel als nicht gefährdet (least concern) ein.

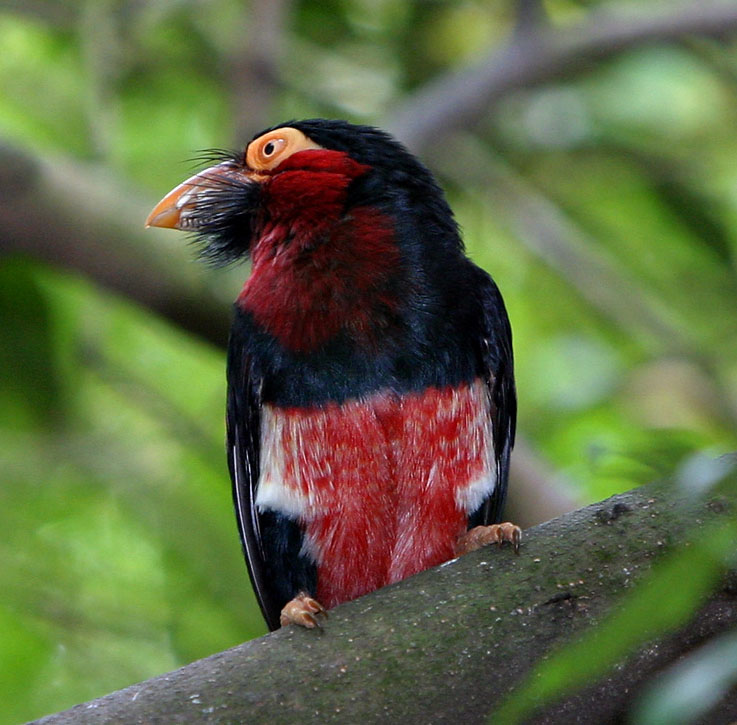

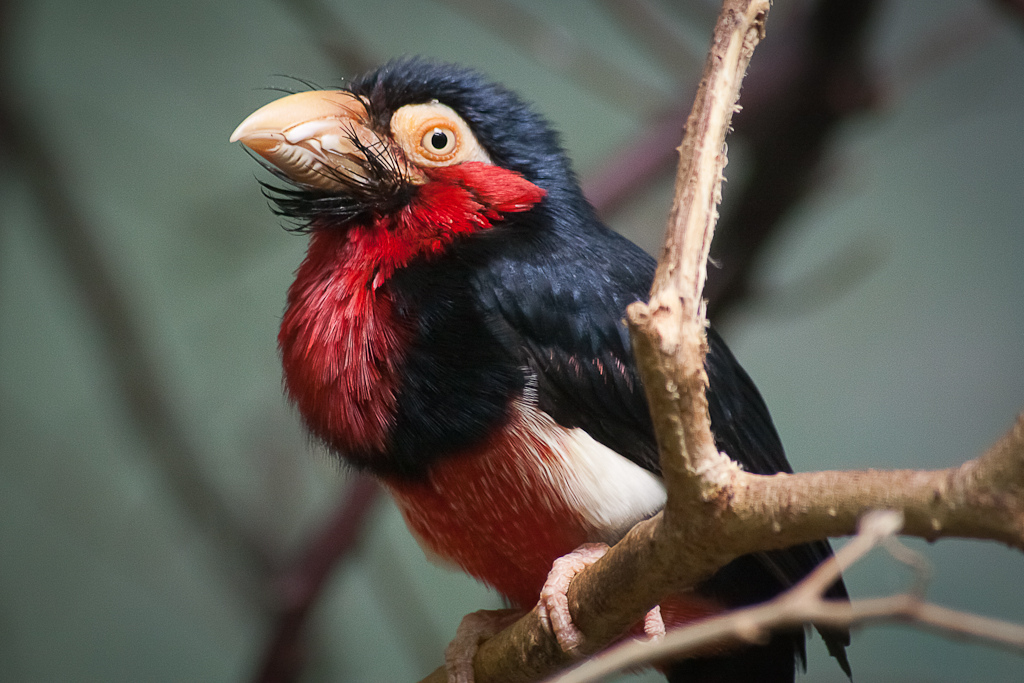
Senegal-Furchenschnabel, Zoo Warschau

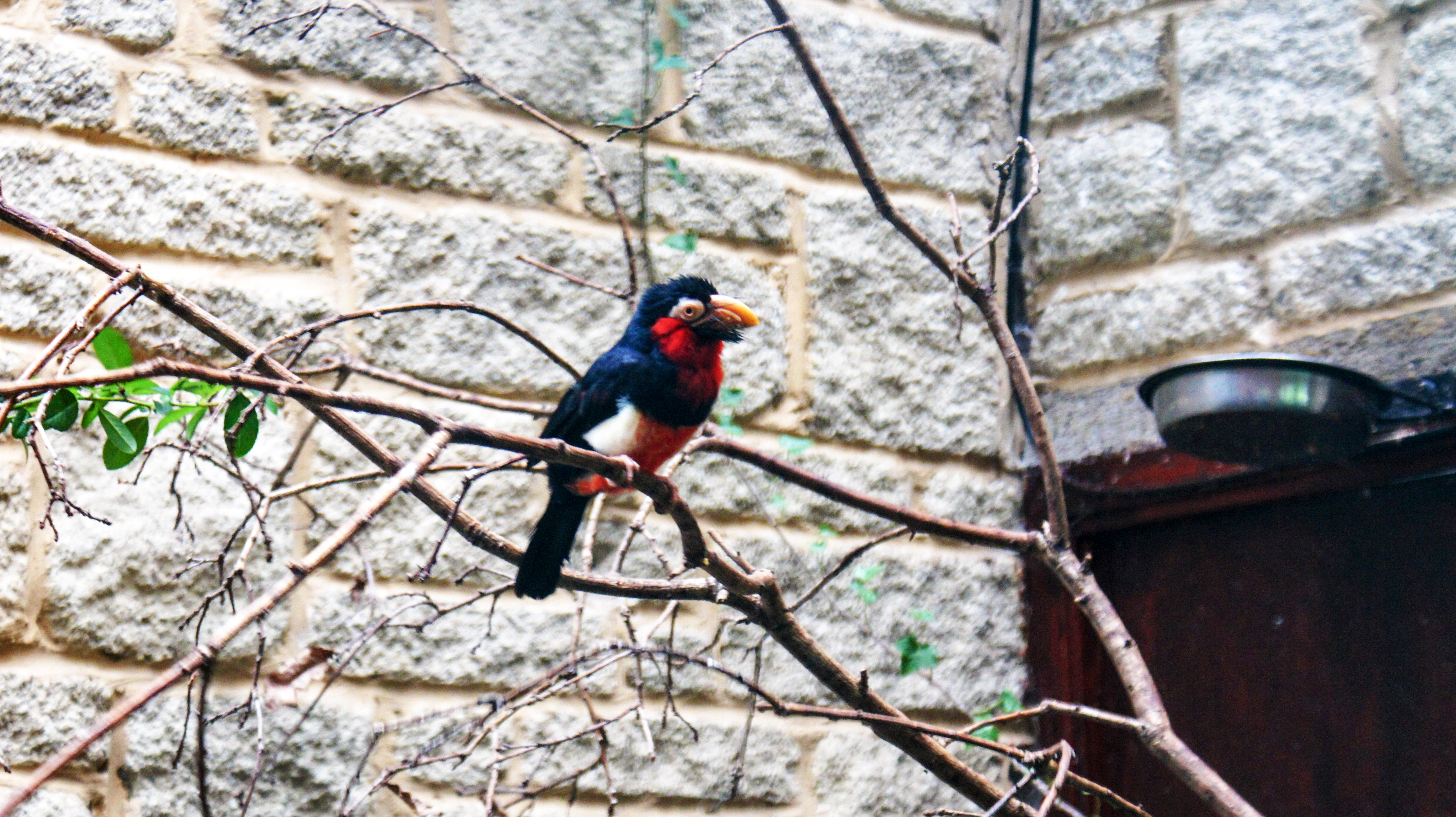
Senegal-Furchenschnabel, in England

## Erscheinungsbild
Die Männchen erreichen eine Flügellänge von 10,7 bis 11,9 Zentimetern. Die Schwanzlänge beträgt 7,8 bis 9 Zentimeter. Der Schnabel wird zwischen 3,1 und 3,7 Zentimeter lang. Senegal-Furchenschnäbel gehören damit zu den größten Arten innerhalb der Gattung der Zahnbartvögel. Sie wiegen etwa 100 Gramm. Weibchen und Männchen haben ähnliche Körpermaße. Es besteht kein ausgeprägter Sexualdimorphismus.
Männchen und Weibchen sind auf der Körperoberseite von der Stirn bis zu den Steuerfedern glänzend schwarz. Lediglich auf dem unteren Rücken weisen sie einen weißen Fleck auf. Wangen und Ohrendecken sind rot. Ein sehr schmaler schwarzer Streif teilt das rote Gesicht und verläuft von der oberen Schnabelbasis bis zu den Halsseiten. Kinn und Kehle sowie die Halsseiten sind leuchtend rot. An der Schnabelbasis befinden sich schwarze, borstenähnliche Federn, die nach vorne weisen. Ein schwarzes Band verläuft über die Brustmitte. Die Brust sowie die Mitte des Bauches sind rot und durchsetzt mit weiß. Die Schenkel, der hintere Teil der Flanken und die Unterschwanzdecken sind schwarz. Der kräftige Schnabel ist hornfarben bis gelb und kann auf dem Oberschnabel auch orange oder rot überwaschen sein. Die unbefiederte Haut rund um die Augen sind gelb, die Augen sind blass bis leuchtend gelb. Die Beine und Füße sind orangegelb bis rötlich gelb.
Jungvögel sind ähnlich wie die Adulten gefiedert, sind aber insgesamt matter.
Verwechslungsmöglichkeiten bestehen mit dem Doppelzahn-Bartvogel, der aber kleiner ist und kein schwarzes Brustband aufweist. Der Schwarzbrust-Furchenschnabel ist an Kehle und Kinn schwarz.

## Verbreitungsgebiet
Der Senegal-Furchenschnabel ist eine westafrikanische Vogelart und kommt vom Süden Senegals und Gambias sowie Guinea-Bissau bis in den Süden von Mali, Burkina Faso, den Südwesten des Niger, den Norden Nigerias und den Norden Kameruns vor. In südlicher Richtung erstreckt sich das Verbreitungsgebiet bis nach Guinea, die Elfenbeinküste, Ghana, Togo, dem Norden von Benin, Nigeria, Kamerun und den Westen der Zentralafrikanischen Republik. In ihrer Höhenverbreitung sind Senegal-Furchenschnäbel auf Lagen unterhalb von 1.500 Metern beschränkt.

## Lebensweise
Der Senegal-Furchenschnabel besiedelt verhältnismäßig trockene Regionen, die einen Bestand an großen Bäumen wie Afrikanischen Affenbrotbäumen, Akazien und Feigen aufweisen und in deren Nähe sich Dickichte befinden. Er besiedelt außerdem die Ränder von Kulturland, aufgegebene Farmen und Plantagen, Gärten, isolierte Waldstücke und Sekundärwald. Es ist bislang nicht untersucht, welche Auswirkungen die Desertifikation und die Waldrodungen im Süden seines Verbreitungsgebietes haben. Es ist nicht auszuschließen, dass es dadurch zu einer Verbreitungsausdehnung nach Süden kommt. Der Senegal-Furchenschnabel ist eine auffällige Vogelart, die in kleinen Trupps mit bis zu fünf adulten Vögeln vorkommt. Das Nahrungsspektrum besteht überwiegend aus Früchten. Er frisst vermutlich außerdem Insekten. Details zu seiner Lebensweise und seiner Fortpflanzungsbiologie sind bislang jedoch kaum vorhanden.

## Belege